# ブレゲー 19

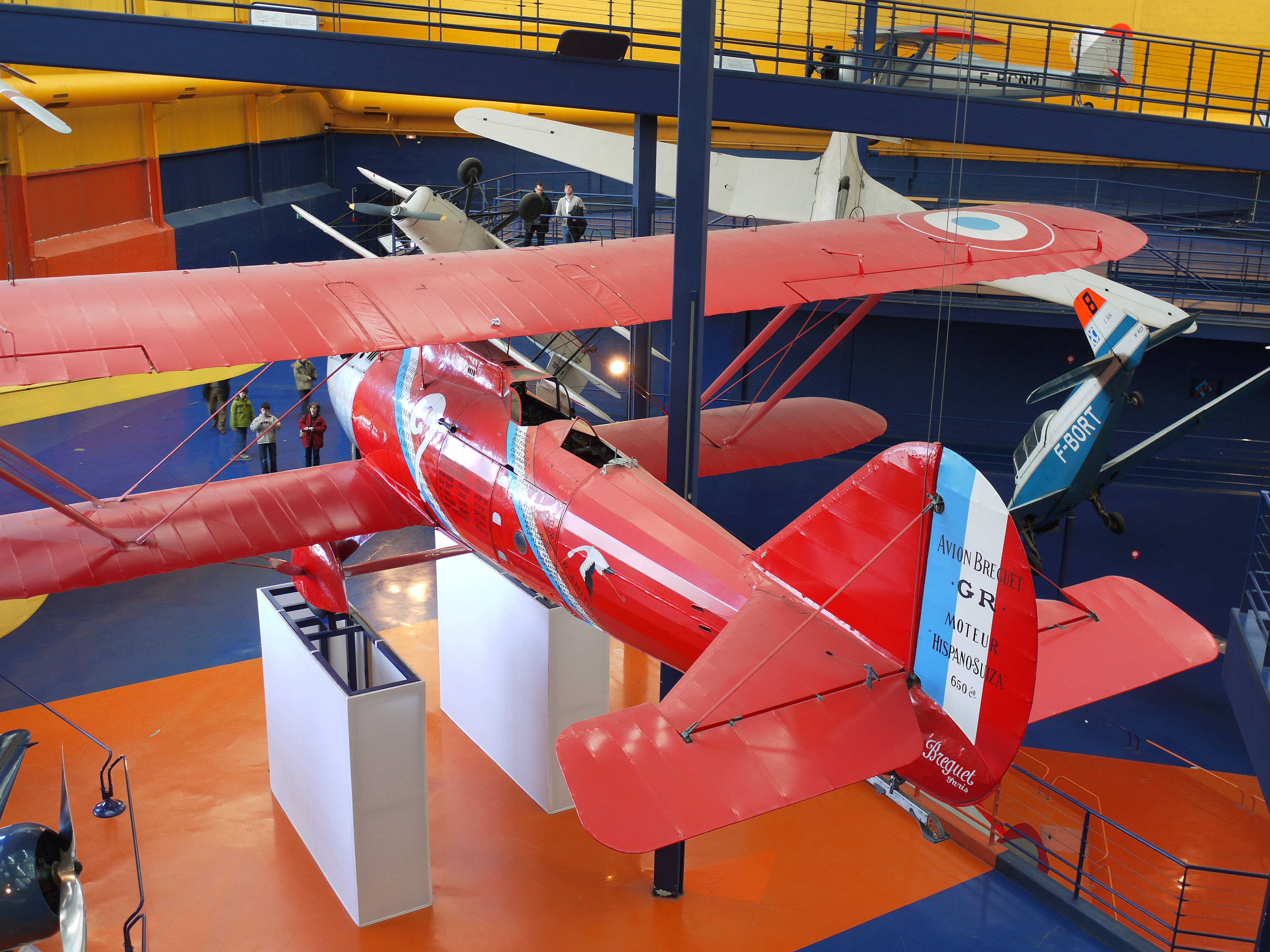
ル・ブルジェ航空宇宙博物館に展示されているブレゲー 19

ブレゲー 19（Breguet 19）はフランスのブレゲーで製造された軽爆撃機、偵察機である。多くの長距離記録飛行に用いられた。1924年から製造が始められた。
第一次世界大戦の軽爆撃機、ブレゲー 14の後継機として設計された。当初、ブガッティの450 hpのU-16エンジンを装備し、4枚羽のプロペラをつけて、1921年11月の第7回パリ航空ショーに出品されたが、通常の設計に改められ、エンジンを450 hpのルノー 12Kb直列エンジンに換装されて1922年3月、初飛行した。下翼が上翼よりも短い複葉機で、試験飛行の後、1923年9月、フランス空軍に採用された。
ジュラルミンを多用し、当時の爆撃機の速度を凌駕し、一部の戦闘機よりも高速であったため、多くの国から注目され、競技機、記録飛行の成功でさらに評判は高まり、フランス空軍向けに多数が生産され、また多くの国に輸出された。
一葉半の設計で、楕円断面形状の胴体はジュラルミン管のフレームで胴体前半部はジュラルミン板が張られ、後部は羽布張りであった。翼は羽布張りであった。操縦士と観測士は開放式のコクピットに搭乗し、後部席でも操縦可能であった。
ブレゲー 19の改造機を使って行われた長距離飛行として、1927年にはデュドネ・コストとジョセフ・ルブリの搭乗する『ナンジェセール・エ・コリ号』が、南大西洋（セネガル、ブラジル間）の初の無着陸横断飛行を達成した。1928年には ギリシャのEvangelos Papadakosとフリストス・アダミディスが20日、12,000 kmの地中海周回飛行を行った。1929年に 51時間19分、7,905kmの世界長距離記録の新記録を樹立し、1930年にデュドネ・コストとモーリス・ベロントが搭乗する『ポワン・タンテロガシオン（疑問符）号』はパリ-ニューヨーク大西洋逆横断に成功した。
1925年の安辺浩、河内一彦らによる朝日新聞社の「初風」号・「東風」号の訪欧飛行にも使用された。

## 要目
(Br 19 A.2)
- 乗員：2名
- 全長：9.61 m
- 全幅：14.83 m
- 全高：3.69 m
- 翼面積：50 m2
- 空虚重量：1,387 kg
- 最大離陸重量：2,500 kg
- エンジン：ローレン 12Ed , 450 hp
- 最大速度：214 km/h
- 巡航高度：7,200 m
- 航続距離：800 km

武装
- 前方機銃： 7.7 mmビッカース機銃 1挺
- 後方機銃： 7.7 mm ルイス機銃 2挺